# Кцынь
Кцынь — село в Ульяновском районе Калужской области России. Входит в состав сельского поселения «Село Дудоровский».

## История
Село упомянуто в Актах относящихся к истории западной России, собранные и изданные Археографической комиссией Том 1.(1340—1506) Спб 1846 год.

1455 Марта 28 Жалованная подтвердительная грамота короля Казимира князю Федору Воротынскому и дътям его, на отчину.
 Казимир, Божьею милостью король. Дали есмо, што есмо первъй сего подавали, волости наши въ держание князю Федору Воротынскому, какъ то стоятъ на первыхъ листъхъ нашихъ выписаны, и симъ листомъ ему подтверждаемъ, што тамъ дътей не писано: ино дали есмо ему, у вотчину, и его дътемъ; а узръвши его върную службу къ намъ то учинили. И его дътемъ такожъ съ того върно намъ служити. А волости, на имя: Демена и Городечьна съ Ужьперепетомъ, Ковылна, Крайшино по объ сторонъ Высы ръки, Кцинъ, Озерескъ, Перемышль, Логинескъ, Нъмьчиновскый дворъ нашъ въ Смоленску,...
Село Кцинь упоминается в письменных источниках, в составе удельных земель князя Дмитрия Фёдоровича Воротынского, в дипломатических документах, датированных январем 1494 года. Которые были опубликованы в 35 томе на странице 136 "Сборника Императорского Русского исторического общества" в 1882 году под редакцией Г. Ф. Карпова.

 А се те волости въ списке ихъ написаны,... Лугань, да Местиловъ, да Кцынь, да Хвастовичи, а держит их князь Дмитрий; Тарбеевъ, Олоповъ, Озерескъ, держитъ ихъ князь Иванъ Михайловичь;... 
В 1504 году село Кцынь было отписано Государем всея Руси Иваном III своему четвёртому сыну Семёну (Симеону) и вошло в 1505 г. в состав Калужского княжества.

Да благословляю сына своего Семена, даю ему город Бежытцкой Верх с волостми, и с путми, и с селы, и со всеми пошлинами, город Колугу с волостми, и с путми, и с селы, и со всеми пошлинами. Да сыну же своему Семену даю город Козелеск с волостми, и с селы, а волости Козелские: Серенеск, да Людимеск, да Коробки, и Вырки, на Вырке на реке волости Сенища, да Сытичи, да Выино, и с ыными месты, да Липици, да Взбынов, да Верх-Серена, да Луган, да Местилово, да Къцын, да Хвостовичи, да Порыски, да Борятин, да Орень, да Хостьци, да Жеремин, да Сныхово, да Ивановское Бабина село Незнаново, и с ыными месты, со всем с тем, что к тем волостем и селом потягло.
С 1620-х годах Кцынь в составе Дудинской дворцовой волости.
В 1782 году село принадлежало графу Якову Александровичу Брюсу и располагалось по обе стороны речки Добрая. 
На 1859 год село значится владельческим в 42 верстах от уездного города Жиздры по Волховскому тракту. В 98 дворах проживают 431 душа мужского и 434 женского пола. В селе находилась пристань и проходила ежегодная ярмарка.

## Достопримечательности
- Деревянная одноэтажная церковь во имя Николая Чудотворца с приделом мучеников Флора и Лавра была построена в 1800 году купцом Иваном Никифоровичем Волковым[4] с помощью кошельковой суммы и доброхотных подаяний. В 1898—1916 строится каменная церковь, закрытая в 1929 году и разрушенная в 1950-х.